# Furcitrella
Furcitrella is een geslacht van rechtvleugeligen uit de familie krekels (Gryllidae). De wetenschappelijke naam van dit geslacht is voor het eerst geldig gepubliceerd in 2002 door Gorochov.

## Soorten
Het geslacht Furcitrella omvat de volgende soorten:
- Furcitrella conformis Gorochov, 2002
- Furcitrella furcifer Chopard, 1930
- Furcitrella sabahensis Gorochov, 2002